# Magne Havnå
Magne Havnaa est un boxeur norvégien né le 16 septembre 1963 à Arendal et mort le 29 mai 2004 dans un accident de bateau.

## Carrière
Battu de peu en 1989 par Boone Pultz pour le titre de champion du monde des lourds-légers WBO, il prend sa revanche le 17 mai 1990 en stoppant l'américain à la 5e reprise. Havnaa conserve sa ceinture face à Daniel Eduardo Neto et Tyrone Booze puis renonce à la défendre en 1992. Il met un terme à sa carrière l'année suivante.